# María Blázquez
María Blázquez Alonso (nacida en Badajoz, España en 1974), es una novelista y poeta española.
Su narrativa se caracteriza por la profundidad lírica y la fuerza de las imágenes literarias.
En su poesía persisten esas imágenes, se observa la tendencia a la metapoesía y la constante búsqueda de la emoción.

## Obras publicadas
- Bajo el silencio (Ediciones Alféizar, 2019). ISBN 978-84-120363-4-3. Novela.

- Queda la muerte (Editorial Seleer, 2016). ISBN 978-84-946414-8-0. Novela.

- Nadie (Literarte Editorial, 2016). ISBN 978-84-944591-2-2. Novela.

- Plan de fuga (Colección Acanto, 2016). ISBN 978-84-608-5221-6. Poesía.

- La colina de los geranios (Editorial Ledoria, 2013). ISBN 978-84-16005-11-6.

Novela que se adentra en la vida de Selma Lagerlöf, la primera mujer Premio Nobel de Literatura.
- El pintor ciego (Editorial Herákleion, 2013). ISBN 978-84-94126-23-9.

Novela.
- Crónicas de la Gárgola Almada (Ediciones Oblicuas, 2011). ISBN 978-84-15067-64-1. Relatos.

Ha publicado en colecciones de poesía y cuento, en revistas literarias, en antologías y la plaquette "Historia de una hormiga" (Ayto. de Alcobendas, 2018), para el Ciclo de Lecturas Poéticas “La Esfera”.

## Algunos reconocimientos
- Premio de Cuentos "Max Aub", 2017. Finalista.
- Concurso de Cuentos de "Guardo", 2017. Finalista.
- Premio de Poesía "Hermanos Caba",2016
- Premio de Cuentos "Max Aub", 2016. Finalista.
- Premio de Poesía "Fernando Gil Tudela", 2015
- Certamen de Relatos "Rafael Gónzalez Castell", 2015. Finalista.
- Premio de Cuentos "Ciudad de Tudela", 2015. Finalista.
- Premio de Novela "López-Torrijos", 2013. Finalista.
- Premio de Poesía "José Rodríguez Dumont", 2013
- Premio Internacional de Novela "Giralda", 2012
- Premio de Microrrelatos "Archivos del Sur", 2012. Buenos Aires. Finalista.
- Premio de Poesía "Poeta Juan Ramos", 2012
- Premio "Día Internacional de la Poesía en Segovia", 2011
- Premio de Poesía "Homenaje a Miguel Hernández", 2010
- Premio "Narrativas Oblicuas", 2010. Finalista.